# Capo Renard
Capo Renard è un capo geografico situato all'estremità settentrionale della piccola isola Renard, di fronte alla costa occidentale della Terra di Graham, in Antartide. Situato in particolare al largo dell'estremità settentrionale della penisola Kiev, capo Renard, che forma l'estremità sud-occidentale della bocca della baia Flandres, segna il confine tra la costa di Danco, a nord, e la costa di Graham, a sud, ed è dominato dai picchi Una.

## Storia
Capo Renard è stato scoperto nel 1898 dalla spedizione belga in Antartide comandata da Adrien de Gerlache, il quale battezzò il capo con il suo attuale nome in onore del professor Alphonse François Renard, uno dei membri dell'accademia reale belga.

In corrispondenza di capo Renard è stato costruito in faro (numero 2793 nell'elenco dei fari), realizzato in fibra di vetro e con una base in calcestruzzo, ed alimentato a energia solare, la cui portata è di circa 9,3 km.